# Сквер имени Кирова (Новосибирск)
Сквер имени Кирова (первоначально — сад «Свобода») — парк в Октябрьском районе Новосибирска, расположенный на пересечении улиц Шевченко и Кирова. Основан, предположительно, в 1905 году. По данным на 2021 год официальное название отсутствует.

## История
О начальном периоде существования парка практически ничего не известно. Он был создан, предположительно, в 1905 году и первоначально назывался садом «Свобода». По одной из версий в этом названии был увековечен Октябрьский манифест Николая Второго. Другая версия указывает на то, что сад основало «Общество ревнителей свободно-культурного просвещения граждан» в 1917 году после февральских революционных событий. В числе названий известно и другое, появившееся в советское время — Строителей, в честь строительного профсоюза, курировшего парк.
16 июня 1923 года сад «Свобода» был реорганизован в рабочий сад-клуб с этим же названием.
В начале 1930-х годов в парке располагались открытая сцена, кино, летний театр, киоски, ресторан, танцплощадка, также здесь играл духовой оркестр. Организацией самодеятельности заведовал Закаменский райком комсомола.
4 октября 1936 года по решению городского совета парк был переименован в сад имени Кирова, а летом 1938 года он официально  стал детским парком культуры и отдыха имени Сергея Мироновича Кирова.
В конце 1950-х годов рассматривался проект реконструкции парка. Организация «Новосибпроект» предлагала увеличить его территорию за счёт пойменной части Каменки, снести мелкие строения, а на обрывистых склонах и оврагах устроить террасы с зелёными насаждениями. Верхняя терраса должна была соединиться широкой лестницей с нижней. На одном из склонов планировали разместить открытый амфитеатр. Один из отрогов верхней террасы намеревались приспособить для базы юных туристов с идущей от неё канатной дорогой. Внизу планировали создать парк и летний плавательный бассейн. Площадь сада хотели увеличить до моста через Каменку, рядом с которым собирались соорудить детский стадион на 5000 мест, а также спортивный павильон с зимним бассейном и двумя залами. Тем не менее из всех запланированных проектов был реализован лишь Дворец Пионеров, построенный в 1960-х годах.
В 2021 году в парке начались работы по обновлению сети дорожек, ликвидации ветхих конструкций, установке новых урн, скамеек и т. д.

## Достопримечательности

### Фонтан «Змей Горыныч»
В сквере расположен фонтан, украшенный скульптурной композицией с изображением Змея Горыныча и Кощея Бессмертного.

### Утраченные объекты
В 1963 году на границе сквера был построен Дворец пионеров с выходом на улицу Кирова. Росписью интерьеров занимались В. Г. Кирьянов, И. П. Наседкин и В. В. Семенов. Позднее В. Г. Кирьянов работал также над оформлением входа в здание. Впоследствии на месте дворца появилось стеклянное здание банка.
Ранее в парке находились скульптуры известных советских политических деятелей, которые со временем были утрачены. За воротами входа в сад стояла скульптура С. М. Кирова. Существует предположение, что в 1980-х годах её перенесли в к райисполкому Кировского района (Затулинский жилмассив), однако, если придерживаться этой версии, фигура Кирова была «переодета».
В числе других исчезнувших из сада объектов — композиция «Ленин и Сталин в Горках» и скульптура пионера с горном, утерянная в 1990-х годах.
Не сохранились также скульптуры саблезубого тигра и пещерного медведя, созданные уже после распада Советского Союза.

## Чёртово городище
Южнее территории современного сада располагалось Чёртово городище — древнее поселение, существовавшее задолго до основания Новосибирска. Археологический памятник впервые был описан Николаем Литвиновым в Справочнике по городу Ново-Николаевску 1912 года.